# La Ceiba, Francisco Z. Mena
La Ceiba är en ort i Mexiko.   Den ligger i kommunen Francisco Z. Mena delstaten Puebla, i den sydöstra delen av landet, 190 km nordost om huvudstaden Mexico City. La Ceiba ligger 110 meter över havet och antalet invånare är 10 190.
Terrängen runt La Ceiba är kuperad åt nordost, men åt sydväst är den platt. Runt La Ceiba är det ganska tätbefolkat, med 54 invånare per kvadratkilometer. La Ceiba är det största samhället i trakten. Omgivningarna runt La Ceiba är en mosaik av jordbruksmark och naturlig växtlighet.